# Dance Hall Crashers
I Dance Hall Crashers sono un gruppo ska punk formato nel 1988 a Berkeley, California.

## Storia
Nati da una costola degli Operation Ivy, la ska punk band di Berkeley, Dance Hall Crashers fu per un breve periodo fronteggiata da Tim Armstrong e Matt Freeman, che nel 1991 fonderanno i Rancid. Entrambi abbandonarono dopo poco tempo, mentre il gruppo si stabilizzò nel 1989, guidato dalla cantante Elyse Rogers ed il chitarrista Jason Hammon; seguirono una serie di cambiamenti di formazione, quando entrò la cantante Karina Denike nel 1990. Il primo album omonimo Dance Hall Crashers, poi riedito con l'aggiunta di inediti sotto il nome di 1989-1992 nel 1992, passò inosservato. A causa di questo insuccesso i Dance Hall Crashers si sciolsero poco dopo, venendo però convinti dai propri fan ad organizzare una riunione in occasione di un concerto nel 1992; l'esibizione risultò un tale successo che il gruppo decise di riprendere l'attività, con una formazione composta da Rogers e Denike alla voce, Hammon alla chitarra, suo fratello Gavin dietro i tamburi, il chitarrista Scott Goodell e il bassista Mikey Weiss. Il gruppo trovò subito un accordo con una sussidiaria della major MCA, la 510, che pubblicò il loro secondo capitolo Lockjaw nel 1995, disco che li confermò come una tra le band più promettenti della scena pop punk californiana. Una compilation di primi singoli, The Old Record, seguì nel 1996 prima che riemergesseo l'anno successivo con il secondo full-length, Honey I'm Homely.

## Formazione

### Formazione attuale
- Elyse Rogers - voce
- Karina Deniké - voce
- Jason Hammon - chitarra elettrica
- Mikey Weiss - basso
- Gavin Hammon - batteria

### Ex componenti
- Tim Armstrong - voce
- Andrew "Andrew Champion" Ataie - voce
- Billy Bouchard - chitarra
- Matt Freeman- voce, basso
- Scott Goodell - chitarra
- Ingrid Jonsson - voce
- Erik Larsen (Erik Kolacek) - batteria
- Leland McNeely - chitarra
- Joey Schaaf - tastiere
- Joel Wing - basso

## Discografia

### Album studio
- 1990 - Dance Hall Crashers
- 1995 - Lockjaw
- 1997 - Honey I'm Homely
- 1999 - Purr

### EP
- 1998 - Blue Plate Special

### Live
- 2000 - The Live Record: Witless Banter & 25 Mildly Antagonistic Songs About Love

### Compilation
- 1996 The Old Record (1989-1992)

## Videografia
- 2005 Live at the House of Blues (DVD)